# Ludvig 7. af Frankrig
Ludvig 7. (1120 – 18. september 1180), kaldet den Yngre eller den Unge (fransk: le Jeune), var Frankernes konge fra 1137 til 1180. Han var søn og efterfølger af Kong Ludvig 7., deraf hans øgenavn, og giftede sig med hertuginde Eleanora af Aquitanien, en af de rigeste og mest magtfulde kvinder i Vesteuropa. Ægteskabet udvidede midlertidigt Capetingernes besiddelser ned til Pyrenæerne, men blev annulleret i 1152, efter at der ikke blev født nogen mandlig arving i ægteskabet.
Umiddelbart efter annulleringen af sit ægteskab giftede Eleanora sig med Henrik Plantagenet, hertug af Normandiet og greve af Anjou, til hvem hun overførte Aquitanien og fødte fem mandlige arvinger. Da Henrik blev konge af England i 1154, som Henrik 2., regerede han som konge, hertug eller greve over et stort rige af kongeriger, hertugdømmer og grevskaber, der spændte fra Skotland til Pyrenæerne. Henriks bestræbelser på at bevare og udvide dette rige under Englands krone kom til at markere begyndelsen på den lange rivalisering mellem Frankrig og England. 
Under Ludvig 7.'s regeringstid grundlagdes Universitetet i Paris og det katastrofale 2. korstog blev gennemført. Ludvig og hans berømte rådgiver, Abbed Suger, pressede på for en større centralisering af staten og favoriserede udviklingen af den franske gotiske stil, især opførelsen af Notre-Dame de Paris. 
Han døde i 1180 og blev efterfulgt af sin søn Filip 2. August

## Tidlige år
Ludvig blev født i 1120 i Paris som anden søn af Ludvig 6. af Frankrig og Adelheid af Savoyen. Prins Ludvigs tidlige uddannelse blev rettet mod en kirkelig karriere. Som et resultat blev han veluddannet og usædvanligt hengiven, men hans livsforløb ændrede sig afgørende efter ældre bror Filips død i en ulykke i 1131, hvorved han uventet blev arving til Frankrigs trone. I oktober 1131 fik hans far ham salvet og kronet af Pave Innocens 2. i Reims katedral.  Han tilbragte meget af sin ungdom i Saint-Denis, hvor han indledte et venskab med abbeden Suger, en rådgiver for sin far, der også tjente Ludvig godt i sine tidlige år som konge. 

## Tidlig regeringstid
Efter hertug Vilhelm 10. af Aquitaniens død skyndte Ludvig 6. sig hurtigt at få sin søn gift med Eleanora af Aquitanien, arvingen til Vilhelms territorium, den 25. juli 1137. På denne måde søgte Ludvig 6. at tilføje Hertugdømmet Aquitaniens store, spredte område til sin families besiddelse i Frankrig. Den 1. august 1137, kort efter ægteskabet, døde Ludvig 6., og Ludvig 7. blev konge. Matchet mellem den munkeagtige Ludvig og den trodsige Eleanora var dømt til fiasko. Efter sigende erklærede hun en gang, at hun havde troet at hun havde giftet sig med en konge, kun for at finde ud af, at hun havde giftet sig med en munk. Der var en markant forskel mellem den kolde, reserverede kultur ved det nordlige hof i Île-de-France, hvor Ludvig var opvokset, og det rige, frigjorte hofliv i Aquitanien, som Eleanora kendte. Ludvig og Eleanora fik to døtre, Marie og Alix.
I den første del af sin regeringsperiode var Ludvig 7. energisk og ivrig i sine handlingerne. Hans tronbestigelse var ikke præget af andre forstyrrelser end opstande i Orléans og Poitiers. Han kom dog snart i voldelig konflikt med Pave Innocens 2., da ærkebispesædet i Bourges blev ledigt. Kongen støttede sin kansler Cadurc som kandidat til at udfylde den ledige stilling mod paveens nominerede Pierre de la Chatre og svor ved relikvier, at så længe han levede, skulle Pierre aldrig træde ind i Bourges. Paven pålagde som svar kongen under interdikt. 
Ludvig 7. blev derefter involveret i en krig med Theobald 2., greve af Champagne ved at tillade Rudolf 1., greve af Vermandois, Frankrigs seneschal, at forstøde sin hustru, Theobald 2.'s søster, og gifte sig med Petronilla af Aquitanien, søster til dronningen af Frankrig. Som et resultat gik Champagne over på pavens side i striden omkring Bourges. Krigen kom til at vare i to år (1142–1144) og sluttede med den kongelige hærs besættelse af Champagne. Ludvig 7. var personligt involveret i angrebet og nedbrændingen af byen Vitry-le-François. Mindst 1500 mennesker, der havde søgt tilflugt i byens kirke, døde i flammerne. Fordømt af de kirkelige myndigheder trak Ludvig sin hær tilbage fra Champagne. Han accepterede Pierre de la Chatre som ærkebiskop af Bourges og skubbede Rodolf og Petronilla fra sig. Han ønskede at sones for sine synder og erklærede 1. Juledag 1145 i Bourges, at han havde til hensigt at begive et korstog. Berhard af Clairvaux sikrede dets popularitet gennem sin prædiken i Vezelay i påsken 1146. 
I mellemtiden havde Godfred 5., greve af Anjou afsluttet sin erobring af Hertugdømmet Normandiet i 1144. Til gengæld for at blive anerkendt som hertug af Normandiet af Ludvig, overgav Godfred halvdelen af Grevskabet Vexin, en region essentiel for Normandiets forsvar, til Ludvig. I sin tid blev dette set som et kløgtigt skridt fra Ludvigs side, blev dog senere endnu et sikkert skridt mod det angevinske styre. 
I juni 1147 som opfyldelse af sit løfte om at drage på 2. korstog rejste Ludvig 7. og hans dronning fra Saint-Denis Basilikaen mod Syrien over land med første stop i Metz. Snart ankom de til Kongeriget Ungarn, hvor de blev taget imod af kongen Géza 2. af Ungarn, som allerede ventede med Kong Konrad 3. af Franken. På grund af sit gode forhold til Ludvig 7. bad Géza 2. den franske konge om at være hans søn Stefans dåbsfadder. Forholdet mellem kongerigerne Frankrig og Ungarn forblev hjerteligt længe efter denne tid. Årtier senere blev Ludvigs datter Margrete af Frankrig gift med Gézas søn Béla 3. af Ungarn. Efter at have modtaget forsyninger fra Géza, fortsatte hærene marchen mod øst. Lige ud over Laodicea i Honaz blev den franske hær angrebet af tyrkerne. I det efterfølgende slag ved Cadmus-bjerget bombarderede tyrkerne først franskmændene med pile og tunge sten, derefter strømmede de ned fra bjergene og massakrerede dem. Historikeren Odo af Deuil fortæller denne beretning: 
Under kampene mistede Kong Ludvig sin lille og berømte kongegarde, men han forblev ved godt mod og klatrede adræt og modigt op ad bjergsiden ved at gribe fat i trærødderne [. . . ] Fjenden klatrede efter ham i håb om at fange ham, og fjenden fortsatte i det fjerne med at skyde pile mod ham. Men Gud ville, at hans harnisk beskyttede ham mod pilene, og for at forhindre, at han blev fanget, forsvarede han klippen med sit blodige sværd og huggede mange hoveder og hænder af.
Ludvig 7. og hans hær nåede endelig Det hellige land i 1148. Hans dronning Eleanora støttede sin onkel, Raymond af Antioch, og fik Ludvig over på sin side for at støtte Antioch mod Aleppo. Men Ludvig 7.'s interesse lå i Jerusalem, og derfor sneg han i hemmelighed ud af Antiokia. Han forenede sig med kong Konrad 3. af Franken og Kong Balduin 3. af Jerusalem for at belejre Damaskus. Dette endte i en katastrofe, og projektet blev opgivet. Ludvig 7. besluttede at forlade Det hellige land på trods af protesterne fra Eleanora, der stadig ønskede at hjælpe sin fortabte onkel Raymond. Ludvig 7. og den franske hær vendte hjem i 1149. 

## En ændring i status quo
Ekspeditionen til Det Hellige Land blev dyr for det kongelige skattekammer og hæren. Den fremskyndede også en konflikt med Eleanora, der førte til annulleringen af deres ægteskab. Måske ægteskabet med Eleanora kunne have fortsat, hvis kongeparret havde fået en mandlig arving, men dette var ikke sket. Rådet i Beaugency fandt en bestemmelse, der erklærede, at Ludvig 7. og Eleanora var for tæt beslægtede til, at deres ægteskab var lovligt, og således blev ægteskabet annulleret den 21. marts 1152. Påskuddet af for tæt slægteskab var grundlaget for annullering, men faktisk lå årsangen mere i det fjendtlig forhold mellem Ludvig og Eleanora, samt en faldende sandsynlighed for, at deres ægteskab ville producere en mandlig arving til Frankrigs trone. Den 18. maj 1152 giftede Eleanora sig med greven af Anjou, den kommende Kong Henrik 2. af England. Hun gav ham hertugdømmet af Aquitanien og fødte ham tre døtre og fem sønner. Ludvig 7. førte en ineffektiv krig mod Henrik for at have giftet sig uden hans overherres tilladelse. Resultatet blev en ydmygelse for Henriks og Eleanoras fjenderne, som så deres tropper blive jaget på flugt, deres lande hærget og deres ejendom stjålet. Ludvig reagerede ved at blive syg med feber og vendte tilbage til Ile-de France. 
I 1154 giftede Ludvig 7. sig med Konstance af Kastilien, datter af Kong Alfons 7. af Kastilien. Det lykkedes heller ikke hende at føde ham  en søn og arving, da hun kun fik to døtre, Margrete og  Adéle. I 1157 begyndte Henrik 2. af England at tro, at Ludvig måske aldrig ville få en mandlig arving, og at der derefter ville blive tvivl om Frankrigs arvefølge. Fast besluttet på at sikre sin families krav sendte han sin kansler Thomas Becket for at sikre et ægteskab mellem Margrete og Henriks arving Henrik den Unge Konge. Ludvig accepterede dette forslag, og ved Gisors-traktaten (1158) blev det unge par forlovet og fik i medgift den normanniske by Gisors og det omkringliggende Grevskabet Vexin. 
Ludvig 7. blev sønderknust, da Konstance døde i barselssengen den 4. oktober 1160. Da han var desperat efter en søn, giftede han sig med Adéle af Champagne kun 5 uger senere. For at modvirke den fordel, som dette ville give kongen af Frankrig, fejrede Henrik 2. deres børns (Henrik "den Unge Konge" og Margrete) bryllup med det samme. Ludvig forstod faren ved den voksende angevinske magt. På grund af ubeslutsomhed og mangel på skatte- og militære ressourcer i sammenligning med Henrik 2. mislykkedes det ham imidlertid effektivt at modsætte sig det angevinske herredømme. En af hans få succeser var en tur til Toulouse i 1159 for at hjælpe Raymond 5. af Toulouse, der var blevet angrebet af Henrik 2. Efter at han var kommet ind i byen med en lille eskorte og hævdede at skulle besøge sin søster, grevinden, erklærede Henrik, at han ikke kunne angribe byen, mens hans overherre var derinde, og drog hjem. 

## Diplomati
På samme tidspunkt gjorde Kejser Frederik 1. Barbarossa alvor af de kejserlige krav på Arles. Da et pavelig skisma brød ud i 1159, tog Ludvig 7. Pave Alexander 3.'s side, fjenden til Frederik 1., og efter Frederik 1.'s to komiske fiaskoer på at møde Ludvig 7. i Saint Jean de Losne (den 29. august og den 22. september 1162 ), Ludvig 7. overgav sig fuldt ud Alexander 3.'s sag, og Alexander boede i Sens fra 1163 til 1165. Til gengæld for sin loyale støtte forærede Alexander 3. LudvigDen gyldne rose. 
Mere vigtigt for engelsk historie kom til at være Ludvigs støtte til Thomas Becket, ærkebiskop af Canterbury, som han forsøgte at forsone med Henrik 2.. Ludvig støttede Becket lige så meget for at skade Henrik som af fromhed, men alligevel blev han irriteret over ærbiskoppens stædighed og spurgte, efter at Becket havde afvist Henriks forsoning, "Ønsker du at være mere end en helgen?" 
Ludvig forsøgte også at svække Henrik ved at støtte hans oprørske sønner, og opmuntrede til uenighed i Plantagenet familien ved at gøre Henriks sønner, snarere end Henrik selv, til de feudale overherrer over de angevinske territorier i Frankrig. Men på grund af rivaliseringen blandt Henriks sønner og Ludvig egen ubesluttsomhed brød deres koalition (1173–1174) sammen. Endelig, i 1177, greb paven ind for at bringe de to konger til enighed i Vitry-le-François.
I 1165 fødte Ludvigs tredje hustru ham en søn og arving,Filip . Ludvig fik ham kronet i Reims i 1179, efter capetingernes tradition (Filip ville faktisk være den sidste konge, der blev kronet som medkonge). Ludvig var allerede ramt af lammelse og kunne ikke være til stede ved ceremonien. Han døde den 18. september 1180 i Paris og blev begravet den næste dag i Barbeau Klostret, som han havde grundlagt. Hans jordiske rester blev overført til Saint-Denis Basilikaen i 1817. 

## Ægteskaber og børn
Ludvigs børn fra sine tre ægteskaber:
Med Eleanora of Aquitanien:
- Marie (1145 – 11. marts 1198), gift med Henrik 1., greve af Champagne[10]
- Alix (1151 – 1197/1198), gift med Theobald 5., greve af Blois[10]

Med Konstance af Kastilien:
- Margrete (1158 – august/september 1197), gift (1) med Henrik den Unge Konge; gift (2) med Kong Béla 3. af Ungarn
- Adéle (4. oktober 1160 – ca. 1220),[12] forlovet med Richard Løvehjerte; hun blev gift med Vilhelm 4., greve af Ponthieu

Med Adéle af Champagne:
- Filip 2. August (22. august 1165 –  14. juli1223), konge af Frankrig 1180-1223
- Agnes (1171 – efter 1204),[14] gift (1) med Alexios 2. Komnenos (1180–1183), gift (2) med Andronikos 1. Komnenos (1183–1185), derefter gift (3) med Theodoros Branas (1204)[15]

## Eftermæle
Fra fra synspunktet om bevarelse og udvidelse af de franske kongers domæner var Ludvig 7.'s regering en vanskelig og uheldig én. Alligevel blev den kongelig myndighed mærket stærkere i de dele af Frankrig, der var fjernt fra disse domæner. Mere direkte og hyppigere forbindelser blev skabt med fjerne vasaller, et resultat hovedsageligt skabt på grund af en alliance mellem præsteskabet og kronen. Ludvig 7. høstede således belønningen for tjenester, der blev leveret til kirken under de mindst vellykkede dele af hans regeringstid. Hans vigtigere gerninger ligger i udviklingen af landbrug, befolkningstal, handel, bygningen af fæstninger i sten samt en intellektuel renæssance. I betragtning af den betydelige forskel mellem politisk indflydelse og økonomiske ressourcer mellem Ludvig 7. og hans angevinske rival Henrik 2., for ikke at nævne Henriks overlegne militære færdigheder, bør Ludvig 7. krediteres for at have hjulpet med at bevare det capetianske dynasti.

## Fiktive skildringer
Ludvig optræder i Jean Anouilhs skuespil Becket fra 1959. I filmatiseringen fra blev han spillet af John Gielgud, der blev nomineret til en Oscar for bedste mandlige birolle. Han blev også portrætteret af Charles Kay i 1978-tv-dramaserien The Devil's Crown på BBC. Han optræder i Sharon Kay Penmans romaner, When Christ and His Saints Slept og Devil's Brood. Den første del af Norah Lofts' biografi om Eleanora af Aquitanien omhandler i betydelig grad Ludvig 7., set gennem Eleanoras øjne og giver hendes syn på deres problematiske forhold. Ludvig er en af hovedpersonerne i Elizabeth Chadwicks roman The Summer Queen . 